# McLaren MP4/9
Der McLaren MP4/9 war ein Formel-1-Rennwagen, mit dem das McLaren-Team an der Formel-1-Weltmeisterschaft 1994 teilnahm.
Der Wagen wurde federführend von Neil Oatley entworfen. Das Auto mit der Startnummer 7 wurde vom Finnen Mika Häkkinen in seiner ersten vollen Saison mit dem Team pilotiert, während das Auto mit der Startnummer 8 vom Briten Martin Brundle gefahren wurde, der von Ligier zu McLaren gewechselt war. Der Franzose Philippe Alliot vertrat Häkkinen beim Großen Preis von Ungarn, als dieser von der Teilnahme an diesem Rennen ausgeschlossen worden war. Der MP4/9 war das erste Formel-1-Auto mit Peugeot-Motor.